# Lathyrus magellanicus
Lathyrus magellanicus är en ärtväxtart som beskrevs av Jean-Baptiste de Lamarck. Lathyrus magellanicus ingår i släktet vialer, och familjen ärtväxter. Inga underarter finns listade i Catalogue of Life.